# 兄弟姐妹 (美国电视剧)
《家族風雲》（英語：Brothers & Sisters，另譯《兄弟．姊妹》），是一部美国电视剧，劇情描述一个加州洛杉矶上流社会大家庭的故事，曾获得艾美奖。

## 主要角色

### 沃克家庭成員
沃克(Walker)家族的成員包括（按出生顺序排列）：
- Nora·沃克（莎莉·菲爾德）：沃克家五個兄弟姐妹的母親，住在沃克家的大屋裡；民主黨員。
- 薩拉·沃克(麗素·姬菲芙)：欧海(Ojai)食品公司的總經理／總裁（president）；两个孩子的母亲。
- 吉蒂·沃克 (卡莉絲塔·佛拉赫特)：共和党员；参议员Robert McCallister的妻子；被診斷出罹患癌症。
- 托馬斯·沃克 (Balthazar Getty)：共和党员；沃克·兰丁酿酒公司(Walker Landing Wine)的首席执行官(CEO)。
- 凱文·沃克(Matthew Rhys)：同性恋律师；民主黨員，现为Robert McCallister的顾问。
- 賈斯汀·沃克(Dave Annable)：退伍军人，曾参加阿富汗和伊拉克战斗；曾染上毒瘾，后成功戒除。

### 親朋好友
- Saul Holden：Nora 的哥哥／沃克家後輩的舅舅；曾是欧海食品公司的CEO。
- Robert McCallister (洛·魯)：共和党、美國参议员，曾參加總統競選；吉蒂的丈夫。
- Scotty Wandell：凱文的伴侶；廚師，正和Saul籌備自己的餐廳。
- Holly·哈珀：欧海食品公司的主席和CEO；麗貝卡·哈珀的母親，曾是William Walker的情婦。
- 麗貝卡·哈珀, (Emily VanCamp)：曾被大家以為是沃克家同父异母的妹妹，後來發現並沒有血緣關係，現在是賈斯汀的妻子。
- Ryan Lafferty：沃克家新發現的同父异母弟弟；本來在柏克萊大學就讀，現正在欧海食品公司當實習生。

## 故事大纲
Walker家每人都有各自的事业和情感问题。本劇已於第五季完結。

## 收视率

### 美国收视率
美国广播公司對兄弟姐妹的季度收视率如下:
| 季度 | 時間(EDT)      | 首播          | 結束          | 年度      | 名次 | 觀眾 (百萬) |
| ---- | -------------- | ------------- | ------------- | --------- | ---- | ----------- |
| 1    | 星期日下年十時 | 2006年9月24日 | 2007年5月20日 | 2006-2007 | #37  | 12.2        |
| 2    | 星期日下年十時 | 2007年9月30日 | 2008年5月11日 | 2007-2008 | #38  | 11.5        |
| 3    | 星期日下年十時 | 2008年9月28日 | 2009年5月10日 | 2008-2009 | #33  | 10.6        |